# Schetba rufa
Schetba rufa là một loài chim trong họ Vangidae.